# リング (1998年の映画)
『リング』は、1998年1月31日に公開された、日本のホラー映画。見た者を1週間後に呪い殺す「呪いのビデオテープ」の謎を追う、鈴木光司の同名小説『リング』を原作とする映画作品。監督は中田秀夫。
配給収入10億円を記録するヒット作品となり、後に続くジャパニーズホラーブームの火付け役となった。
国際的にも評価され、スティーヴン・ジェイ・シュナイダーの『死ぬまでに観たい映画1001本』に掲載されている。

## 製作
本作は原作小説の内容に準じた続編『らせん』と同時進行で製作され、「デュアル・ホラームービー」と銘打っての同時上映が行われた。映画はヒット作となり1999年には、原作に準じていた『らせん』とは異なったパラレルワールド的な展開を描く映画オリジナルの続編『リング2』も公開され、2000年には原作のエピソードを踏まえつつも映画独自の設定を盛り込んだ第3作『リング0 バースデイ』が公開された。
日本国外では映画版の内容を基にしたリメイク映画も製作されており、1999年には日韓合作による韓国映画『リング・ウィルス』が、2002年にはドリームワークスによるアメリカ映画『ザ・リング』が公開された。
また、1999年のシッチェス映画祭においてはグランプリを受賞した。
配給当時のキャッチコピーはビデオに殺されるなんて。

## ストーリー
序盤
某テレビ局のディレクターである浅川玲子は、都市伝説にまつわる取材の中で、見た者を1週間後に死に至らしめる「呪いのビデオ」に関わったと噂される男女が、数日前に奇怪な死を遂げた自分の姪、大石智子と同日の同時刻に死亡していることに気づく。
調査を進めた玲子は、同時に死んだ智子たち4人の間には交友関係があり、彼らが1週間前に伊豆の貸し別荘「伊豆パシフィックランド」に宿泊していたこと、そしてその際に撮影されたフィルム写真上の4人の顔が不気味に歪んでいることに着目する。彼らの死の謎を突きとめようとして問題の貸し別荘を訪れた玲子は、そこで貸出されていた不審なビデオの映像を見てしまい、直後に不気味な無言電話を受け取る。これを境に、玲子自身の写真もまた死んだ4人と同様に歪んだ顔で写るようになってしまう。
中盤
これが本物の「呪いのビデオ」であることを悟った玲子は、離婚した元夫で超能力者である高山竜司に相談を持ちかける。竜司は自分もビデオの映像を実際に確認して内容を調べ、映像に写っていた新聞記事から、これが過去に伊豆大島の噴火を予知したとされる超能力者・山村志津子に関連したものであることを突きとめる。竜司は伊豆大島へと出立するが、そんな中、玲子と竜司の間の子供である陽一までもがビデオを見てしまう。
玲子は竜司を追って伊豆大島へと向かい、宿泊先で志津子の従兄弟である老人 山村敬と出会うが、詳しい話を聞こうとして拒まれる。竜司が超能力を用いて聞き出そうとした際、玲子はそれに巻き込まれて過去の光景を幻視し、志津子の娘である山村貞子には念じるだけで人を殺せる恐るべき超能力が備わっていたことを知る。そして玲子と竜司は、恐らく既に死んでいる貞子こそが呪いのビデオを生み出した怨霊の正体であると確信する。
台風により伊豆大島を出る船便が欠航し、玲子がビデオを見てから1週間の期限が迫る中、玲子は竜司や陽一の元には無言電話がかかってこなかったという事実から、決定的な手がかりは一連の発端である伊豆の貸し別荘近くにあるという可能性に思い至る。貞子の為にと決意を固めた山村老人が自らの漁船を出し、2人を伊豆へと送り届ける。
終盤
貸し別荘に到着した2人はその床下から、ビデオの映像に登場した古井戸を発見し、それに触れた玲子は父親によって井戸に突き落とされた貞子の最期を幻視する。期限の時刻が刻々と迫る中、玲子と竜司は死に物狂いで貞子の遺体を探し、ついに井戸の底から貞子の白骨死体を見つけ出す。玲子は期限を迎えても死に至らず、胸を撫で下ろす。
しかし翌日、検証のために玲子から渡された「呪いのビデオ」を見てからちょうど1週間を迎えた竜司は、自宅のテレビが突然点灯するのを目撃し、そこに映し出された井戸から這い上がってくる貞子の姿を目にする。電話が鳴り響く中、長い前髪を揺らし奇怪な動きで歩み寄ってきた映像の中の貞子は、テレビの画面を通り抜けて這い出し、竜司の眼前にその姿を現す。そして恐怖にすくむ竜司へとにじり寄り、前髪の間から覗いた狂気の目で彼を睨み殺す。
ラスト
竜司の死を知った玲子は、陽一にかけられた呪いが解けていないことに気づく。玲子は竜司の部屋から持ち出した「呪いのビデオ」のコピーと、都市伝説の取材で耳にした話から、自分だけが助かったのは「呪いのビデオをダビングして他人に見せた」からであるという結論に至る。
呪いの解き方に気づいた玲子は、最愛の息子・陽一を救うための犠牲として「自分の父親にビデオを見せる」ことを決意し、実家へと車を走らせるのであった。

## 登場人物
原作での設定については「リング (鈴木光司の小説)#登場人物」も参照。登場人物の中にはフルネームが明かされない者もいるが、本項では続編などで明かされている名前を記す。「演」は役を演じたキャストを表す。

### 主人公の身辺
浅川 玲子
演 - 松嶋菜々子
主人公。一人息子の陽一と暮らすシングルマザー。姪である智子の不審な死に興味を持ったことがきっかけで息子ともども「呪いのビデオ」を観てしまい、息子と自分の呪いを解くために呪いのビデオの真実へと迫っていく。
原作の浅川和行に相当するが、性別が女性と変更されており、職業もテレビ局のディレクターという肩書きに変更されている。また原作の近視という設定もなくメガネを掛けてはいない。
高山 竜司
演 - 真田広之
もう一人の主人公。大学で非常勤講師をしている。主人公の協力者として終盤まで行動を共にするが、物語の終盤で貞子に呪い殺されて死ぬ。映画版独自の設定として、玲子の元夫であり陽一の父親で、超能力者であるという設定が与えられている。また原作では楽観的で冗談を言う事が多い軽率な面が目立つが、映画版では終始シリアスで物事を深刻に考える人物となっている。
高野 舞
演 - 中谷美紀
竜司の勤める大学の教え子であり恋人で、映画版の結末では竜司の遺体の第一発見者となる。本作では顔見せ程度の登場だが、続編『らせん』と『リング2』では主要登場人物となり、それぞれ異なる運命を辿る。
原作小説では白で統一した衣装が印象的な女性として登場するのに対し、映画版では白い衣装をまとった貞子と区別するため、黒いコートに黒いタイツ、黒い靴という黒ずくめの衣装で登場する。
大石 智子
演 - 竹内結子
玲子の姪で、陽一のいとこ。原作同様に物語冒頭において「呪いのビデオ」の最初の犠牲者として登場し、その後、頭を掻き毟りながら口を大きく開き、白目を剥いた苦悶の表情で死んでいるところを発見される。映画版では遺体の死に顔の描写が、序盤における特に衝撃的な場面の一つとして演出された。また、死後には眠っている玲子の夢枕で「叔母さん」と一言ささやき陽一がビデオを見ている事を教えるが、一方では陽一の夢枕にも現れ、ビデオを見るようにと言ったとされる。
倉橋 雅美
演 - 佐藤仁美
智子の友人。物語冒頭で「呪いのビデオ」の都市伝説を智子に語るが、その際に智子からビデオを見たことを打ち明けられ、その直後に智子の最期を目撃してしまう。続編『リング2』では、その時のショックから立ち直れないまま精神病院に入院している様子が描かれる。映画版オリジナルの登場人物。
大石 良美
演 - しみず霧子
智子の母で、玲子の姉。智子の死に大きなショックを受けており、遺体を目撃した時の様子を玲子に話す。
玲子の叔母
演 - 大島蓉子
智子の葬儀の参列者。棺の中を見せようとしない葬儀に不信感を抱く。
浅川 陽一
演 - 大高力也
玲子と竜司の間に生まれた子供で、小学生。親権は玲子の側にある。智子の霊を目撃し、誘われるままに「呪いのビデオ」を見てしまう。原作の浅川陽子に相当する立ち位置の人物で、続編『らせん』では浅川陽子と同様の結末を辿るが、『リング2』では主要登場人物として異なる運命を辿る。
浅川 浩一
演 - 村松克己
玲子の父で、陽一の母方の祖父。遊びに来た陽一を預かり遊び相手をする。玲子が何かに巻き込まれていることを様子を見て察しており、身を案じている。ラストシーンでは陽一の死を回避するため、玲子から「呪いのビデオ」を見せられることになり、続編では遺書を残して死亡したことが語られている。その際自宅にはダビング用にデッキも残っており、遺書には「ビデオは処分した、もう何も心配することはない」と記載しているため、事前に呪いを回避する方法を玲子から教えられていながら自ら死を選んだ事が示唆されている。
吉野 賢三
演 - 松重豊
玲子が務めるテレビ局の報道局に勤める人物。物語冒頭で玲子の調査に協力する。原作小説と異なり本作では端役だが、映画版の『らせん』にも登場する。主人公と同様、彼もまた肩書きが原作小説から変更されている。
岡崎
演 - 柳ユーレイ
玲子の同僚であるアシスタントディレクター。物語冒頭で玲子の調査に協力するほか、伊豆大島へと出立した玲子に代わって東京で貞子について調べるなど、原作小説における吉野の役割を一部引き継ぐ。映画版オリジナルの登場人物で、役を演じた柳ユーレイは友情出演としてクレジットされている。本作では端役だが、続編『リング2』では主要登場人物として再登場する。
小宮
演 - 李鐘浩
玲子の同僚であるカメラマン。物語冒頭において、「呪いのビデオ」にまつわる都市伝説の取材で玲子に同行する。映画版オリジナルの登場人物。
早津
演 - 田辺博之
原作小説と同様、伊豆大島を訪れた玲子と竜司を出迎え、山村家が運営する旅館を手配する。玲子と竜司が伊豆に戻ろうとした際には、嵐で海が荒れていることを説明して2人を制止しようとした。
辻瑤子
演　- 池田真紀
能美武彦
演 -　高山隆志

### 山村家
山村 貞子
演 - 白井ちひろ（少女期）、伊野尾理枝（成人期）、宮崎紀彦（目のアップ）、大島睦子（足）
「呪いのビデオ」を生み出した、リングシリーズを通してのすべての元凶。故人。強力な超能力を持つ女性であったが、殺害され井戸に遺棄され怨霊と化す。映画版では長い前髪で顔を隠し爪は全て剥がれている。白い服の女性として幾度か映像に登場し、クライマックスではテレビの映像の中から這い出て竜司の元に現れる。終盤までは白のパンプスを履いた女性らしい動きや身のこなしで登場していたが、井戸から這い出す際は禍々しい不気味な歩き方へと変化している、本作中では素顔をはっきりと見せず、クライマックスでも片目のみを大写しにして顔全体を描写しないという演出がなされた。
山村 志津子
演 - 雅子
貞子の母親。故人。原作同様に三原山の火口に身を投げて自殺したとされる。映画版では過去に伊豆大島の噴火を千里眼により的中させたことが新聞に紹介されており、そのことが「呪いのビデオ」の来歴を玲子や竜司が調べる上でのヒントとなる。また原作と異なり衆目の前での超能力公開実験を成功させるが、それを手品であると非難され、その際に彼女を批判した記者を幼少期の貞子が呪い殺してしまうという経緯が描かれている。
伊熊 平八郎
演 - 伴大介
妻子を持ちながら志津子と不倫し貞子の父親でもあるとされる人物で、超能力の研究者として山村志津子の実験に立ち会うのは原作と同様。映画版では生前の貞子を井戸に突き落として殺害する。
山村 敬
演 - 沼田曜一、武田敏彦（青年時代）
志津子のいとこ。伊豆大島の差木地で漁師の仕事をしており、息子夫婦が経営する旅館の宿泊客として山村家を訪れた玲子や竜司と遭遇する。原作では端役として登場する人物だが、映画版では貞子の過去を知る唯一の手がかりとしての役割を担い、また過去に志津子の能力を金儲けに使えると考えてマスコミに紹介したことを負い目に感じているなど、志津子や貞子に対する複雑な感情が描かれる。当初は玲子と竜司に反発していたが、台風の中、貞子が待っているならばと決意し、彼らを漁船で伊豆まで送り届ける。『リング2』でも主要登場人物として再登場する。
山村 和枝
演 - 梶三和子
山村家が伊豆大島の差木地で営んでいる旅館の女将。山村家に嫁入りしたのは後年になってからであり、貞子との面識はない。玲子と竜司に志津子の写真を見せる。

## スタッフ
- 監督：中田秀夫
- 原作：鈴木光司
- 脚本：高橋洋
- 音楽：川井憲次
- 主題歌：HIIH 「feels like 'HEAVEN'」
- 音楽プロデューサー：長岡和弘
- 撮影：林淳一郎
- 美術：斎藤岩男
- 照明：前原信雄
- 編集：高橋信之
- 助監督：李相國、安達正軌、佐伯竜一、宮崎紀彦
- 製作担当：中村哲也
- サウンドエフェクト：柴崎憲治
- ビジュアルエフェクトスーパーバイザー：松本肇
- デジタルマットペイント：木村俊幸
- ビジュアルエフェクト：日本エフェクトセンター、日本映像クリエイティブ
- スペシャルメイクアップ：松井祐一
- ポスプロスーパーバイザー：掛須秀一
- スタジオ：東映東京撮影所
- MA：東京テレビセンター
- タイトル：マリンポスト
- 現像：IMAGICA
- 特別協力：WOWOW
- アソシエイトプロデューサー：石原真
- ラインプロデューサー：磯村達也
- プロデュース：河井真也、一瀬隆重、仙頭武則
- エグゼクティブ・プロデューサー：原正人
- 「リング」「らせん」製作委員会メンバー：角川書店、ポニーキャニオン、東宝、IMAGICA、アスミック、オメガ・プロジェクト

## 作品解説
本作のストーリーは、大筋では原作小説に沿った内容となっているものの、主人公の性別が男性から女性に変更されるなど、設定には大きな変更も加えられている。監督の中田は、鈴木による原作小説の肝が複雑な謎を解いていくミステリ（推理小説）の要素であることを評価しつつも、そうした要素を省略し、本作をあくまでも観客を怖がらせるための純粋なホラー映画として製作した。
本作における呪いの元凶である人物、山村貞子は、映画版では白い衣装を着て長い前髪で顔を隠した女という、古典的な幽霊のイメージを盛り込みつつ、監督の中田秀夫が1996年の映画『女優霊』で用いた表現などを踏まえて不気味で恐ろしげに描かれており、映画史に残る登場人物として人々の記憶に残る存在となった。特に貞子がその姿を現す映画独自のクライマックスの演出や、日本の音楽ユニット・HIIHによる主題歌「feels like 'HEAVEN'」の印象的なサビ部分などは話題になり、パロディの題材にもなった。
またビデオの内容や終盤で白い布をかぶって下に指をさす高山竜司の姿は洋画『ハエ男の恐怖』へのオマージュである。

## 原作との相違点
原作にない幾つかの要素は、本作のリメイク作品であるアメリカ映画『ザ・リング』にも継承されている。
- 映画版は原作の物語を出来る限り刈り込んだシンプルな内容となっている。原作小説が謎解きを重視したミステリ（推理小説）としての側面を持っていたのに対し、本作はあくまでも純粋なホラーとして観客を怖がらせることが重視され、謎解きにはオカルト的な要素が導入された[11]。これは原作通りにミステリの要素を重視すると映画の尺に収まらないという判断に基づく変更である[16]。
- 原作小説では男性であった主人公は、映画では女性に変更され、高山とは元夫婦という設定になっている。また、赤ん坊の娘の陽子の代わりに小学生の息子の陽一が登場する。これは原作では複雑だった人間関係を簡潔かつ強固なものとして描き、「運命共同体になってしまった家族の存亡を賭けた闘い」という明快なドラマ性を持たせることを意図した変更である[17]。
- 高山は物体などから思念を感じ取ることが出来る超能力者という設定になっていて、現実的な手法で呪いのビデオの解析を進める原作と違い、超能力を駆使してビデオの内容を明らかにしていく[16]。これは前述のように、原作における謎解きの要素を省略して物語を迅速に進めるための変更である[16]。
- 原作には数多くの人物が登場するが（「リング (鈴木光司の小説)#登場人物」も参照）、映画では出番を削られたり登場しなかったりする人物も多い。
  - 映画では、最初の犠牲者の4人のひとりである岩田秀平の死については、大石智子の葬式に参列した智子の友人から聞くという経緯になっている。原作では物語冒頭において、タクシー運転手の木村幹夫が岩田のバイク事故に居合わせ、その不自然な様子を浅川和行に告げるという展開である。
  - 原作において「呪いのビデオ」の誕生の原因となった金子一家は、原作では貸し別荘にビデオテープを置き忘れて難を逃れるが、映画版では冒頭で語られる都市伝説において、小学生の息子が死んだとされている。
  - 過去に貞子を井戸に突き落として殺したのは、映画では貞子の父親である伊熊平八郎となっている。原作小説では彼は結核療養所に入院しており、貞子はそこの医師の長尾城太郎に殺される。
  - 原作において山村志津子の過去を知る人物として登場した源次は登場せず、映画では志津子の過去を語る役割を山村敬が担っている。
  - 原作において吉野賢三が貞子の劇団員時代について調査を進める経緯は、本作では省略されている。吉野については『らせん』で、劇団員時代の経緯については『リング0 バースデイ』で触れられる。
  - 原作の結末では、浅川静と大石良美の両親（浅川和行の義父母）である小田徹・節子夫妻が呪いのビデオを見せられることになるが、映画ではこの両名は登場しない。映画の結末では浅川玲子の実父母が呪いのビデオを見せられる展開となる。
- 呪いのビデオの内容は、シンプルかつ不明瞭だが嫌な印象が後を引くような内容を意図して原作から大きく変更されている[17]。また、原作小説では詳細不明だったビデオの存在が、映画では物語冒頭から噂・都市伝説となっており[7]、原作においてビデオの映像として登場した「このビデオを見た者は7日後に死ぬ」などのメッセージは、都市伝説として主人公に伝わるという展開になっている。映像の内容が変更されているのは、劇中でビデオの映像が何度も流れるために長い映像にはできず、またあまり大仰な映像では作為的に見えてしまうという判断に基づく[17]。
- 映画版では、呪いのビデオを見た者を写真に撮ると、顔が不気味に歪んで写るという独自の描写が描かれた。映画における衝撃的な場面のひとつとして演出され[7]、このことが呪いが本物であることを視覚的に明示する描写となっている。
- 原作小説における山村貞子が「半陰陽者の美女」として設定され、元凶ではあるものの『らせん』で復活するまでは姿を現さない人物として描写されていたのに対し、映画版の貞子は本作のクライマックスで井戸から這い出し、テレビ画面を抜け現実化して襲ってくるといった化け物的な演出で描かれている。井戸から這い出し、顔を隠した長髪を振り乱し、目を剥いてクネクネとした奇怪な動きをする貞子の描写はこの映画版オリジナルのもので、貞子がテレビから這い出してくるという描写は本作の脚本を担当した高橋洋が発案したものである[18]。このクライマックスは映画の中でも特に衝撃的な場面であり、映画公開当時には観客席から男性の悲鳴も上がった[19]。
- 1991年に出版された原作小説が1990年9月5日から10月21日までの出来事を描いているのに対し[20]、1998年に公開された本作の出来事は1997年9月5日から9月22日の間に設定され[21][注釈 5]、曜日なども異なっている。

逆に原作の再現に注意が払われている個所も多く、例えば映画のラストシーンは、原作小説における最後の段落で描かれている情景を忠実に再現することが試みられている。

## 映画版の続編
本作には複数の続編映画が作られている。いずれも本作と設定を共有し共通の役者が出演しているが、続編同士には互いに繋がりがない内容となっている。

### らせん
1998年1月公開。原作小説に沿った続編映画。本作の原作小説『リング』の続編として原作者が執筆した同名小説を、概ね原作の内容に沿って映像化した内容で、本作と同時上映された。監督・脚本は本作と異なり、1995年の単発ドラマ版『リング』の脚本を担当した飯田譲治が担当している。中田による映画版『リング』が原作のミステリ要素を削ぎ落とし、恐怖映画としての作りに徹していたのに対し、飯田による映画版『らせん』はあまり観客を怖がらせるような映画にはせず、原作のコンセプトを尊重するという方針で制作された。ただしその内容は2時間という尺に収まり切らず、少々説明不足気味であったとも評されている。
主要登場人物は概ね本作と共通の役者が演じているが、山村貞子役は佐伯日菜子が演じており、同時上映の『リング』では徹底的に伏せられる方針で描かれていた素顔を晒している。

### リング2
1999年1月公開。『らせん』のパラレルワールド的な展開を描く、オリジナル・ストーリーの続編映画。本作と同じく中田秀夫が監督を、高橋洋が脚本を務めた。『らせん』では貞子による呪いの犠牲となって死亡した高野舞や浅川陽一が本作では生存し、主要登場人物として登場するほか、映画版『リング』独自の登場人物である倉橋雅美や岡崎、原作とは異なる活躍のあった山村敬なども再登場する。成人期の山村貞子は、本作『リング』と同じく伊野尾理枝が演じた。

### リング0 バースデイ
2000年1月公開。生前の山村貞子を主人公として、本作の過去を描く前日譚。監督は鶴田法男が、脚本は引き続き高橋洋が担当した。鈴木光司の小説『バースデイ』収録の短編「レモンハート」を元にしつつも、ストーリーは映画独自の内容となっており、原作にはなかった映画版『リング』独自の描写である、幼少期の貞子が父母の念写実験を批判した記者を呪い殺してしまったというエピソードについても触れられている。同作での山村貞子役は仲間由紀恵が演じ、終盤では本作と同様に前髪で顔を隠す演出がなされた。貞子の両親である山村志津子役、伊熊平八郎役は本作と同じ役者が演じている。

### 貞子3D
2012年5月公開。

### 貞子3D2
2013年8月公開。

### 貞子
2019年5月公開。

### 貞子DX
2022年7月公開

## リメイク映画

### 韓国映画
1999年6月には本作をリメイクした韓国映画版が『링』（リング）のタイトルで公開された。英題は『The Ring Virus』、2003年の第16回東京国際映画祭で上映された際には『リング・ウィルス』という日本語タイトルが与えられた。1998年の日本映画版『リング』よりも原作に寄せた脚色が行われ、『らせん』の内容も含まれているが、その一方で主人公のホン・ソンジュは女性と設定され、また山村貞子に当たる人物であるパク・ウンソは「呪いのビデオ」を見てしまった犠牲者の元に直接姿を現すなど、日本映画版を踏襲した描写もある。

### アメリカ映画
2002年10月にはアメリカ映画版が『ザ・リング』（The Ring）のタイトルで公開された。舞台をシアトルに移し替えつつも、全編に流れる雰囲気作りや、謎解きよりも恐怖を優先した展開、一部のカット割りなどは、1998年の日本映画版の作風を忠実に再現したものとなっている。日本映画版と同様、主人公であるレイチェル・ケラーは女性に、高山竜司の役回りを演じるノアは主人公の元恋人であると設定され、山村貞子の役回りを演じるサマラ・モーガンは物語の終盤でテレビから這い出てノアの元に出現する。レイチェルがサマラの故郷・モエスコ島を訪れる中盤は、原作とも日本映画版とも異なる展開になっている。アメリカ版の続編映画『ザ・リング2』は、日本映画版『リング』『リング2』を監督した中田秀夫が監督を担当し、原作とも日本映画版『リング2』とも全く異なるオリジナル・ストーリーになっている。